# Ciclismo nos Jogos Olímpicos de Verão de 2004
O ciclismo nos Jogos Olímpicos de Verão de 2004 foi disputado na cidade de Atenas. A competição contou com três disciplinas:
- Estrada, disputado nas ruas de Atenas;
- Pista, disputado no Velódromo Olímpico;
- Mountain Bike disputado no circuito da Montanha Parnitha.

## Eventos do ciclismo
Masculino: Corrida em estrada | Estrada contra o relógio | Perseguição individual | Perseguição por equipes | Velocidade individual | Velocidade por equipes | 1 km contra o relógio | Corrida individual por pontos | Keirin | Madison | Mountain bike

Feminino: Corrida em estrada | Estrada contra o relógio | Perseguição individual | Velocidade individual | 500 m contra o relógio | Corrida individual por pontos | Mountain bike

## Ciclismo em estrada

### Corrida em estrada masculino
| Pos. | País     | Atletas         | Marca   |
| ---- | -------- | --------------- | ------- |
|      | Itália   | Paolo Bettini   | 5:41:44 |
|      | Portugal | Sérgio Paulinho | 5:41:45 |
|      | Bélgica  | Axel Merckx     | 5:41:52 |

### Corrida em estrada feminino
| Pos. | País      | Atletas         | Marca   |
| ---- | --------- | --------------- | ------- |
|      | Austrália | Sara Carrigan   | 3:24:24 |
|      | Alemanha  | Judith Arndt    | 3:24:31 |
|      | Rússia    | Olga Slyusareva | 3:25:03 |

### Estrada contra o relógio masculino
| Pos. | País           | Atletas           | Marca    |
| ---- | -------------- | ----------------- | -------- |
|      | Rússia         | Viacheslav Ekimov | 57:50.58 |
|      | Estados Unidos | Bobby Julich      | 57:58.19 |
|      | Austrália      | Michael Rogers    | 58:01.67 |

Originalmente, Tyler Hamilton dos Estados Unidos havia conquistado a medalha de ouro na prova contra o relógio, mas foi desclassificado apenas em agosto de 2012, devido a caso de doping, ainda dentro do prazo legal determinado pelo COI. O ouro foi entregue ao russo Viatcheslav Ekimov, a prata a Bobby Julich, dos Estados Unidos, e o bronze a Michael Rogers, da Austrália.

### Estrada contra o relógio feminino
| Pos. | País           | Atletas                       | Marca    |
| ---- | -------------- | ----------------------------- | -------- |
|      | Países Baixos  | Leontien Zijlaard-van Moorsel | 31:11.53 |
|      | Estados Unidos | Deirdre Demet-Barry           | 31:35.62 |
|      | Suíça          | Karin Thuerig                 | 31:54.89 |

## Ciclismo em pista

O Velódromo Olímpico em Atenas.

### Perseguição individual masculino
| Pos. | País        | Atletas         |
| ---- | ----------- | --------------- |
|      | Reino Unido | Bradley Wiggins |
|      | Austrália   | Brad McGee      |
|      | Espanha     | Sergi Escobar   |

### Perseguição individual feminino
| Pos. | País          | Atletas                       |
| ---- | ------------- | ----------------------------- |
|      | Nova Zelândia | Sarah Ulmer                   |
|      | Austrália     | Katie Mactier                 |
|      | Países Baixos | Leontien Zijlaard-van Moorsel |

### Perseguição por equipes masculino
| Pos. | País        | Atletas                                                  |
| ---- | ----------- | -------------------------------------------------------- |
|      | Austrália   | Graeme Brown Brett Lancaster Brad McGee Luke Roberts     |
|      | Reino Unido | Steve Cummings Rob Hayles Paul Manning Bradley Wiggins   |
|      | Espanha     | Carlos Castano Sergi Escobar Asier Maeztu Carlos Torrent |

### Velocidade individual masculino
| Pos. | País          | Atletas     |
| ---- | ------------- | ----------- |
|      | Austrália     | Ryan Bayley |
|      | Países Baixos | Theo Bos    |
|      | Alemanha      | Rene Wolff  |

### Velocidade individual feminino
| Pos. | País      | Atletas          |
| ---- | --------- | ---------------- |
|      | Canadá    | Lori-Ann Muenzer |
|      | Rússia    | Tamilla Abassova |
|      | Austrália | Anna Meares      |

### Velocidade por equipes masculino
| Pos. | País     | Atletas                                          |
| ---- | -------- | ------------------------------------------------ |
|      | Alemanha | Jens Fiedler Stefan Nimke Rene Wolff             |
|      | Japão    | Toshiaki Fushimi Masaki Inoue Tomohiro Nagatsuka |
|      | França   | Mickael Bourgain Laurent Gane Arnaud Tournant    |

### 500 m contra o relógio feminino
| Pos. | País         | Atletas              | Marca  |
| ---- | ------------ | -------------------- | ------ |
|      | Austrália    | Anna Meares          | 33.952 |
|      | China        | Yonghua Jiang        | 34.112 |
|      | Bielorrússia | Natallia Tsylinskaya | 34.167 |

### 1 km contra o relógio masculino
| Pos. | País        | Atletas         | Marca    |
| ---- | ----------- | --------------- | -------- |
|      | Reino Unido | Chris Hoy       | 1:00.711 |
|      | França      | Arnaud Tournant | 1:00.896 |
|      | Alemanha    | Stefan Nimke    | 1:01.186 |

### Corrida individual por pontos masculino
| Pos. | País     | Atletas          | Pontos |
| ---- | -------- | ---------------- | ------ |
|      | Rússia   | Mikhail Ignatyev | 93     |
|      | Espanha  | Joan Llaneras    | 82     |
|      | Alemanha | Guido Fulst      | 79     |

### Corrida individual por pontos feminino
| Pos. | País     | Atletas               | Pontos |
| ---- | -------- | --------------------- | ------ |
|      | Rússia   | Olga Slyusareva       | 20     |
|      | México   | Belem Guerrero Mendez | 14     |
|      | Colômbia | María Luisa Calle     | 12     |

### Keirin masculino
| Pos. | País      | Atletas       |
| ---- | --------- | ------------- |
|      | Austrália | Ryan Bayley   |
|      | Espanha   | Jose Escuredo |
|      | Austrália | Shane Kelly   |

### Madison masculino
| Pos. | País        | Atletas                     | Pontos |
| ---- | ----------- | --------------------------- | ------ |
|      | Austrália   | Graeme Brown Stuart O'Grady | 22     |
|      | Suíça       | Franco Marvulli Bruno Risi  | 15     |
|      | Reino Unido | Rob Hayles Bradley Wiggins  | 12     |

## Mountain bike

### Masculino
| Pos. | País          | Atletas              | Marca   |
| ---- | ------------- | -------------------- | ------- |
|      | França        | Julien Absalon       | 2:15:02 |
|      | Espanha       | José Antonio Hermida | 2:16:02 |
|      | Países Baixos | Bart Brentjens       | 2:17:05 |

### Feminino
| Pos. | País     | Atletas                | Marca   |
| ---- | -------- | ---------------------- | ------- |
|      | Noruega  | Gunn-Rita Dahle Flesjå | 1:56:51 |
|      | Canadá   | Marie-Hélène Prémont   | 1:57:50 |
|      | Alemanha | Sabine Spitz           | 1:59:21 |

## Quadro de medalhas do ciclismo
| Ordem | País               | Medalha de ouro | Medalha de prata | Medalha de bronze | Total |
| ----- | ------------------ | --------------- | ---------------- | ----------------- | ----- |
| 1     | AUS Austrália      | 6               | 2                | 3                 | 11    |
| 2     | RUS Rússia         | 3               | 1                | 1                 | 5     |
| 3     | GBR Grã-Bretanha   | 2               | 1                | 1                 | 4     |
| 4     | GER Alemanha       | 1               | 1                | 4                 | 6     |
| 5     | NED Países Baixos  | 1               | 1                | 2                 | 4     |
| 6     | FRA França         | 1               | 1                | 1                 | 3     |
| 7     | CAN Canadá         | 1               | 1                | 0                 | 2     |
| 8     | ITA Itália         | 1               | 0                | 0                 | 1     |
| 8     | NOR Noruega        | 1               | 0                | 0                 | 1     |
| 8     | NZL Nova Zelândia  | 1               | 0                | 0                 | 1     |
| 11    | ESP Espanha        | 0               | 3                | 2                 | 5     |
| 12    | USA Estados Unidos | 0               | 2                | 0                 | 2     |
| 13    | SUI Suíça          | 0               | 1                | 1                 | 2     |
| 14    | CHN China          | 0               | 1                | 0                 | 1     |
| 14    | JPN Japão          | 0               | 1                | 0                 | 1     |
| 14    | MEX México         | 0               | 1                | 0                 | 1     |
| 14    | PRT Portugal       | 0               | 1                | 0                 | 1     |
| 18    | BEL Bélgica        | 0               | 0                | 1                 | 1     |
| 18    | BLR Bielorrússia   | 0               | 0                | 1                 | 1     |
| 18    | COL Colômbia       | 0               | 0                | 1                 | 1     |